# Stoppila Sunzu
Stoppila Sunzu (auch Stophira Sunzu; * 22. Juni 1989 in Chingola) ist ein sambischer Fußballspieler.

## Karriere
Sunzu begann seine Karriere bei Afrisports. 2005 wechselte er zusammen mit seinem Bruder Felix Sunzu zu den Konkola Blades. 2007 kehrte er zu seinem Jugendklub zurück und spielte in den folgenden Spielzeiten auf Leihbasis bei Zanaco FC und in Frankreich bei LB Châteauroux. Es folgten fünf Jahre bei Tout Puissant Mazembe. In der Winterpause 2013/14 wechselte er in die Ligue 1 zum FC Sochaux, verließ den Verein aber nach einem Jahr wieder und wurde an den chinesischen Verein Shanghai Shenhua verkauft. Zur Saison 2015/16 kehrte er wieder nach Frankreich zurück, da Shanghai ihn an OSC Lille verliehen. Im Februar 2017 wurde Sunzu an den russischen Verein Arsenal Tula verliehen.

### International
Sunzu gab sein internationales Debüt für Sambia 2008 gegen Botswana. Er spielte auch im U-20-Team Sambias und präsentierte sein Land bei der U-20-WM in Kanada. Im Finale der Afrikameisterschaft 2012 verwandelte er den entscheidenden Elfmeter zum Turniersieg Sambias.